# Manuel Alves do Rio

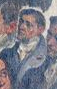
Manuel Alves do Rio, em estudo (1920) para a tela As Cortes Constituintes de 1821, de Veloso Salgado

Manuel Alves do Rio (Braga, Maximinos, 6 de Março de 1767/1777 - Lisboa, 2 de Outubro de 1849) foi um juiz, político e maçon português.

## Biografia
Filho de António de Barros Vilas-Boas e de sua mulher Maria Josefa de Sant'Ana.
Bacharel em Cânones pela Faculdade de Cânones da Universidade de Coimbra.
Iniciado na Maçonaria em data desconhecida, pertenceu à Loja Regeneração (Firmeza Lusitana), de Lisboa, afecta ao Grande Oriente Lusitano, da qual foi Venerável Mestre. Perseguido em 1810, durante a Setembrizada, esteve, vários anos, deportado nos Açores.
Proprietário e Funcionário Público, desempenhou as funções de Juiz do Terreiro do Trigo.
Liberal, foi Deputado às Cortes Gerais e Extraordinárias da Nação Portuguesa em 1821 e 1822 pelo Círculo Eleitoral da Estremadura, e às Cortes Ordinárias pelo Círculo Eleitoral de Tomar de 1822 a 1823, e pelo Círculo Eleitoral dos Açores de 1826 a 1828. Voltou a ser Deputado anos depois, às Cortes Constituintes de 1837, onde permaneceu de 1837 a 1838.
Casou em Lisboa, Alcântara, a 7 de Janeiro de 1804 com Maria da Transfiguração Torres, filha de Manuel Lopes Torres e de sua mulher Maria do Couto Bassam, com geração.